# 陈数
陈数（1977年3月9日—），原名陈澍，湖北黄石人，中国大陆女演员。陈数本是舞蹈演员，后转型为演员，陆续出演了多部影视和舞台作品，2005年因出演《暗算》而为观众所熟知，曾出演曹禺《日出》“陈白露”和张爱玲《倾城之恋》“白流苏”等知名角色，2011年凭电视剧《铁梨花》夺得第17届上海电视节白玉兰奖最佳女演员、第26届中国电视金鹰奖观众喜爱女演员和第6届华鼎奖最佳女主角奖项。

## 生平

### 早年
陈数的原名“陈澍”由在湖北大学任教授的外公外婆所取，“澍”的意思是“及时雨”，但因为此字不常见而给她带来诸多不便，因此陈决定改名；而为了向其在《暗算》中的角色「黄依依」的职业——数学家致敬，她于是改名为“陈数”。陈数的父亲是编剧和舞蹈家，母亲是演奏家，两人在黄石当地颇有名气；还有一个哥哥，是作曲家。生于艺术世家的陈数从小接受舞蹈、钢琴等训练，但父母初时并不希望陈数以此为生，后来在陈数的坚持下才改变了态度。11岁时，陈数只身到北京入读北京舞蹈学院附中，毕业后加入东方歌舞团，是国家二级舞蹈演员。

### 成为演员
1998年，在同学的鼓动下，喜欢唱歌的陈数毛遂自荐参演成方圆、王刚排演的音乐剧《音乐之声》，饰演男主角的大女儿。陈数虽没有舞台表演经验，但仍凭着歌唱实力入选；她在剧中的表演受到好评，这激起了她转型为演员的念头。第二年，陈数辞去了歌舞团的工作并考入中央戏剧学院表演系最后一届干部专修班。相较于不少在入学前已有多年职业演出经验的同班同学，陈数的表演经验显得单薄，甚至曾因编不出小品而大哭，但她的努力学习最终还是换来了不错的成绩。
2001年，陈数主演由中戏前院长徐晓钟导演的话剧《突出重围》，首次在舞台上担当主角。这出毕业大戏成为了陈对外展现自己的一个良好机会，她也因此被相中，在从中戏毕业后就加入了国家话剧院。此后她陆续参演了《铿锵玫瑰》、《无愧苍生》、《古城谍影》等电视剧，不过并没有产生太大的水花。

### 《暗算》成名
2005年，陈数参演与柳云龙等合作的电视剧《暗算》，在〈看风〉单元中饰演善于破译密码的天才数学家「黄依依」。该角色的原定演员宁静因档期而辞演，剧组不得不停机以重新寻找演员，陈数在开机前一天到剧组试戏被剧组相中，当晚才拿到剧本，第二天就要开始拍摄。由于角色被设定为密码高手，因此台词中有大量专业术语，记忆台词的压力之大以致于陈数不得不靠服用中药入睡。该剧上映后反响不俗，陈数的表演也获得观众和业内人士的赞赏，认为她的表演细腻贴切，为这个性格张扬、爱情至上但却以悲剧告终的角色增色不少，甚至有观众误以为「黄依依」是真实的历史人物。“黄依依”这一角色对陈数的职业生涯甚至自我认知都可谓有重要意义，陈曾表示如果一生只能演一个角色时，希望那个角色是“黄依依”；她又希望“能够成为像黄依依那样的女人，那样的自由，可以去表达自己；同时，才华卓越”。
《暗算》一剧使此前发展不温不火的陈数开始走红并获得更多机会。2006年，她被选为电影《集结号》的女主角，但在拍摄几天后，因被导演冯小刚认为气质太洋气、不适合演战争年代的女性而遭换角，双方和平解约。甫一解约，就有多家剧组联系陈数，最终陈数在导演孙周力邀下，接下了本因档期冲突而无法参演的电视剧《相思树》，饰演不甘现状的电台主播“尚洁”。同年，陈数又参演与黄晓明、孙俪等合作的电视剧《新上海滩》，饰演上海滩第一交际花“方艳芸”。相较于原版《上海滩》，该剧中“方艳芸”一角的戏份显然加重，被刻画成一个游走于上海滩上流社会的陈白露式的人物，这也成为了导演高希希选择陈数出演该角的原因：“陈数穿上旗袍的一瞬间……浑身上下散发那股优雅的气质极具魅力，只有这种风情万种的女人才能周旋在旧上海名流、枭雄们周围，才有资格玩转整个上海滩。”该剧播出后，“方艳芸”虽与陈数已被观众熟知的“黄依依”在造型、风格等方面均迥异，但陈的演出被认为“风情而不风骚”，展现出善良多情却又孤独彷徨的交际花形象，甚至有观众认为在剧中“方艳芸”与黄晓明饰演的“许文强”更加相配。

### “白流苏”与“陈白露”
2007年，电视剧《倾城之恋》投入拍摄，这是张爱玲的小说《倾城之恋》首度被搬上荧屏，编剧兼监制邹静之指定陈数饰演本剧主角、感情坎坷的没落家族小姐“白流苏”，认为她的气质相当符合张爱玲笔下的女性。剧集播出后，陈数在剧中的气质和旗袍扮相都获得观众称道，认为相当贴合原著。陈凭此剧获得2009年首尔国际电视节最佳女主角提名和2010年华鼎奖“华鼎中国爱情题材类”最佳女演员奖项，华鼎奖评委评价其在剧中的表演“精致”，认为是出色的大青衣演员。
2008年，总政话剧团排演曹禺的话剧《日出》，陈数饰演本剧主角、充满矛盾与挣扎的交际花“陈白露”。《日出》作为曹禺的代表作之一，其搬演的次数却不如《雷雨》多，业界曾有评论认为除了剧本不如《雷雨》外，一个重要的原因就是话剧界缺乏能演陈白露的青衣类型的演员；而陈数的表演得到了来自观众和戏剧界的相当赞赏，被认为“准确地表达出角色精神内涵”，斯琴高娃表示陈数“尺度分寸把握十分到位”，剧作家童道明认为陈数饰演的陈白露“是我看到的最凄美的陈白露……美得让人心痛。”。2009年，《日出》结束巡演后，中国集邮总公司推出主题邮折《永远的陈白露》，其中陈白露的造型就全数选自陈数在剧中的扮相。

### “上海囡”求变
陈数虽然不是上海人，但历经出演《相思树》、《新上海滩》、《倾城之恋》和《日出》等上海背景的剧目后，已经在观众心中奠定了自己“上海囡”婉约气质的形象。但在接下来的数年间，陈数出演的剧目和角色风格显然有所变化，显示其“真实地展现自己”的求变意图。
2010年，陈数主演与巍子等合作的电视剧《铁梨花》，饰演富有传奇色彩的江湖女子“铁梨花”，历经晋陕交界盗墓贼家的女儿、军阀姨太太、江湖豪杰到抗日志士的身份转变，与她此前常见的海派风情形象差异甚大，《铁梨花》小说原作者之一的严歌苓评价陈数“把铁梨花多层次的内心活动，性格本色和变异，以及人物完整的成长都表现的非常出色”。“铁梨花”一角为陈数带来包括第17届上海电视节白玉兰奖最佳女演员、第26届中国电视金鹰奖观众喜爱女演员和第6届华鼎奖最佳女主角等多个奖项。
2012年，陈数与黄磊合作主演汪俊执导的电视剧《夫妻那些事》，饰演面临生育抉择的建筑设计师“林君”，这一都市女强人角色与她过往多演出的“年代戏”角色相比有显著的差异，而陈数的演出被评为“在诸种类型表演之间游刃度之高”，是勇气可嘉的成功转型；陈数则自言“林君”这一角色更接近自身，也恰好呼应她的“让熟悉我形象的人对我有重新的认识和接受”的想法。2013年，同一班底摄制的电视剧《我爱男闺蜜》中，陈数饰演外在泼辣火爆的女强人“叶珊”，在回应“角色与之前形象反差甚大”的疑问时，陈数则对在演出中能“更多真实地展现自己……表达自己真实的态度”表示感念。

### 休整与回归
自2014年起，陈数的作品产量显然减少。造成这种情况的原因是多方面的。陈数早在2011年就表达了因年龄渐长、逐渐无法适应劳累而可能减产的想法；到2014年《谈判冤家》的拍摄结束后，陈感到高强度工作已经过度消耗自己的身体和精神、甚至出现了类似忧郁症的症状，因而做出了暂停工作的决定，直到2016年才逐步恢复工作。另一方面，步入中生代的陈数也与国内同年龄段女演员同样地面临诸如角色形态固化而缺少演技发挥空间、业内缺少为中生代女演员量身定做的优秀剧本、在市场上被边缘化和演出机会减少等问题的困扰。2017年，陈数主演话剧《海上夫人》，该剧由易卜生创作于1888年，是易卜生从现实主义走向现代主义的标志性作品；同时，这也是陈数自话剧《简·爱》后时隔八年回归话剧舞台。2018年，陈数时隔数年再次担任电视剧主演，在与雷佳音、李光洁等合作的《和平饭店》中饰演潜伏于日本特务机关的中共地下党“陈佳影”。

## 个人生活
2008年，陈数与赵胤胤由《相思树》导演孙周牵线相亲而认识。2009年，赵胤胤在演出中公布了求婚成功的消息。2011年9月16日，陈数和赵胤胤在巴厘岛举行婚礼。

## 演出作品

### 电视剧
| 年份   | 剧名           | 角色         | 备注            |
| 2000年 | 城市上空的惊鸟 | 马小奇       | [ 37 ]          |
| 2001年 | 空镜子         | 李 青        | [ 37 ]          |
| 2001年 | 旅人的故事     | 朱 美        | 〈旅情〉单元    |
| 2001年 | 危险进程       | 夏小玉       | [ 1 ]           |
| 2002年 | 铿锵玫瑰       | 章子惠       | [ 38 ]          |
| 2003年 | 无愧苍生       | 陆冰冰       | [ 1 ]           |
| 2003年 | 伊田事件       | 路 姗        |                 |
| 2003年 | 不弃今生       | 新 琪        | [ 39 ]          |
| 2004年 | 毁灭           | 冯玉女       | 又名：公安局长3 |
| 2004年 | 穿越围城       | 艾 昕        |                 |
| 2005年 | 暗算           | 黄依依       | 〈看风〉单元    |
| 2005年 | 聂耳           | 冯云烟       | [ 4 ]           |
| 2005年 | 古城谍影       | 葛茵红       | [ 38 ]          |
| 2006年 | 新上海滩       | 方艳芸       | [ 4 ]           |
| 2007年 | 食人鱼事件     | 沈 欧        | [ 38 ]          |
| 2008年 | 相思树         | 尚 洁        | [ 37 ]          |
| 2008年 | 倾城之恋       | 白流苏       | [ 41 ]          |
| 2010年 | 铁梨花         | 铁梨花(凤儿) | [ 41 ]          |
| 2010年 | 将·军          | 沈红玉       | [ 41 ]          |
| 2011年 | 夫妻那些事     | 林君         | [ 42 ]          |
| 2011年 | 正者无敌       | 沈虹         | [ 42 ]          |
| 2013年 | 天真遇到现实   | 杨天真       | [ 43 ]          |
| 2014年 | 一代枭雄       | 程立雪       | [ 44 ]          |
| 2014年 | 我爱男闺蜜     | 叶珊         | [ 44 ]          |
| 2014年 | 古城往事       | 黄安琪       | 2010年拍攝      |
| 2014年 | 谈判冤家       | 乔楚         | [ 44 ]          |
| 2014年 | 剧场           | 郁珠         | [ 46 ]          |
| 2016年 | 小别离         | 陈洁         | 客串            |
| 2017年 | 择天记         | 圣后         | 特別出演        |
| 2018年 | 和平饭店       | 陈佳影       | [ 47 ]          |
| 2019年 | 幕后之王       | 郁海伦       | 客串            |
| 2020年 | 完美关系       | 斯黛拉       | [ 50 ]          |
| 2020年 | 谁说我结不了婚 | 田蕾         | [ 47 ]          |
| 2020年 | 最美逆行者     | 肖寧         | 單元《逆行》    |
| 2020年 | 在一起         | 陳如         | 單元《火神山》  |
| 2022年 | 第二次拥抱     | 方原         | [ 52 ]          |
| 2023年 | 白色城堡       | 關玲         | [ 53 ]          |
| 2023年 | 消失的十一层   | 严鸽         | 网络剧          |
| 2023年 | 不完美受害人   | 辛路         | 网络剧          |
| 2024年 | 江河之上       | 夏未冬       | [ 56 ]          |
| 2025年 | 驻站           | 周颖         |                 |
| 待播   | 梦回朝歌       | 女娲         |                 |

### 电影
| 年份   | 片名         | 角色       | 备注   |
| 2002年 | 声震长空     | 郑之钰     | [ 57 ] |
| 2009年 | 建国大业     | 文化界代表 | 客串   |
| 2012年 | 情谜         | Amy        | [ 59 ] |
| 2015年 | 火星救援     | 朱濤       | [ 60 ] |
| 2015年 | 怦然星动     | 眉姐       | [ 61 ] |
| 2019年 | 中国机长     | 劉長健妻子 | [ 62 ] |
| 2019年 | 长安道       | 林白玉     | [ 63 ] |
| 2020年 | 我和我的家乡 | 姜校長     | [ 64 ] |
| 2021年 | 峰爆         | 丁雅珺     | [ 65 ] |

### 舞台剧
| 首播年份   | 类型   | 剧名     | 角色   | 备注       |
| ---------- | ------ | -------- | ------ | ---------- |
| 1998年     | 音乐剧 | 音乐之声 | 大女儿 | [ 7 ]      |
| 2001年     | 话 剧  | 突出重围 | 方 怡  | [ 8 ]      |
| 2008年5月  | 话 剧  | 日出     | 陈白露 | [ 66 ]     |
| 2009年12月 | 话 剧  | 简·爱    | 简·爱  | 第二轮演出 |
| 2018       | 话 剧  | 海上夫人 | 艾鲡达 | [ 33 ]     |

### 主持節目
| 年份 | 节目      | 播出平台 | 备注   |
| 2018 | SHU理生活 | 爱奇艺   | [ 68 ] |

### 單曲
| 年份 | 歌曲           | 备注                   |
| 2009 | 在青青的草叶上 | 《倾城之恋》片尾曲     |
| 2010 | 花如夢         | 《铁梨花》片尾曲       |
| 2013 | 怎麼你怎麼了   | 《天真遇到现实》片尾曲 |
| 2014 | 獨白           | 《剧场》片尾曲         |

## 獎項
| 年份 | 頒獎典禮                                     | 獎項                         | 作品             | 結果 |
| ---- | -------------------------------------------- | ---------------------------- | ---------------- | ---- |
| 2008 | “剧变中国”——改革开放30年电视剧评选           | 30年十大经典电视人物         | 《暗算》         | 獲獎 |
| 2009 | 第4届首尔国际电视节                          | 最佳女演员                   | 《倾城之恋》     | 提名 |
| 2010 | 第4届华鼎奖                                  | 华鼎中国爱情题材类最佳女演员 | 《倾城之恋》     | 獲獎 |
| 2010 | 第2届国剧盛典                                | 最佳角色大奖（女）           | 《铁梨花》       | 獲獎 |
| 2011 | “好戏在心中”2010年江苏观众最喜爱的电视剧评选 | 年度最具实力女演员           | 《铁梨花》       | 獲獎 |
| 2011 | 2011东方影视盛典                             | 电视剧年度最具实力女演员     | 《铁梨花》       | 獲獎 |
| 2011 | 第6屆華鼎獎                                  | 电视剧最佳女主角             | 《铁梨花》       | 獲獎 |
| 2011 | 第17届上海电视节白玉兰奖                     | 最佳女演员                   | 《铁梨花》       | 獲獎 |
| 2012 | 第26届中国电视金鹰奖                         | 观众喜爱女演员               | 《铁梨花》       | 獲獎 |
| 2013 | 第19届上海电视节白玉兰奖                     | 最佳女演员                   | 《正者无敌》     | 提名 |
| 2014 | 第6届国剧盛典                                | 年度人物（女）               |                  | 獲獎 |
| 2018 | 第10届国剧盛典                               | 年度实力女演员               |                  | 獲獎 |
| 2018 | 第24届华鼎奖                                 | 中国百强电视剧最佳女主角     | 《和平饭店》     | 獲獎 |
| 2018 | 2018壹戏剧大赏                               | 年度最佳女演员               | 《海上夫人》     | 獲獎 |
| 2019 | 第11届澳门国际电影节                         | 最佳女配角                   | 《长安道》       | 獲獎 |
| 2020 | 第12届国剧盛典                               | 年度实力女演员               |                  | 獲獎 |
| 2022 | 第14届澳门国际电影节                         | 最佳女配角                   | 《峰爆》         | 提名 |
| 2023 | 第15届国剧盛典                               | 年度优秀演员                 | 《不完美受害人》 | 獲獎 |